# Saint-Pellerin, Manche
Saint-Pellerin är en kommun i departementet Manche i regionen Normandie i norra Frankrike. Kommunen ligger i kantonen Carentan som tillhör arrondissementet Saint-Lô. År 2018 hade Saint-Pellerin 361 invånare.

## Befolkningsutveckling
Antalet invånare i kommunen Saint-Pellerin
| Referens: INSEE |